# خوسيه دي لا كروز بينيتيز
خوسيه دي لا كروز بينيتيز (بالإسبانية: José de La Cruz Benítez)‏ هو مدرب كرة قدم ولاعب كرة قدم باراغواياني في مركز حراسة المرمى، ولد في 3 مايو 1952 في أسونسيون في باراغواي. لعب مع نادي إنترناسيونال ونادي بالميراس.